# 港務局大樓

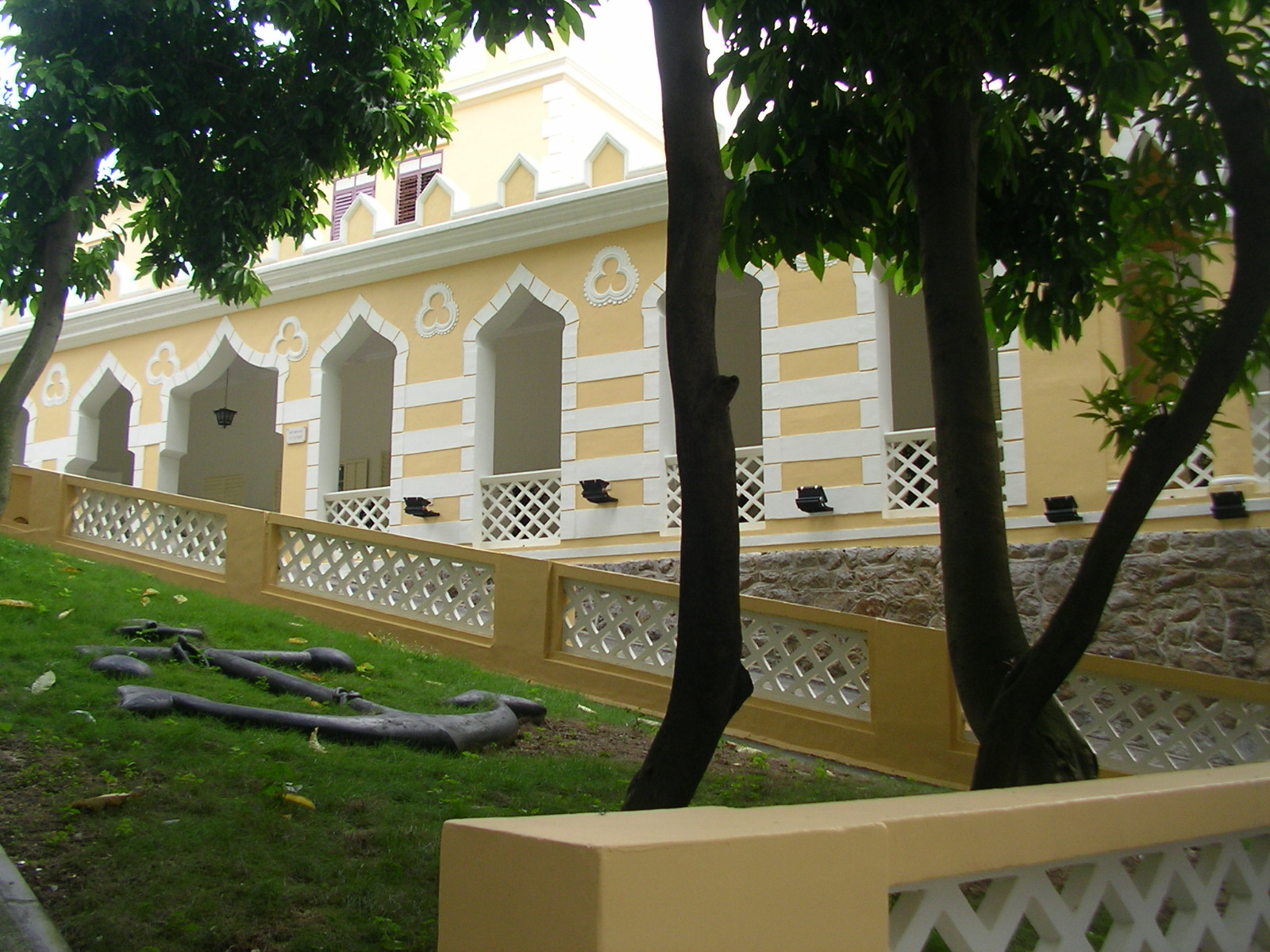
大樓的草坪

港務局大樓（葡萄牙語：Edifício da Capitania dos Portos，舊稱嚤囉兵營或摩爾兵營［葡萄牙語：］；俗稱水師廠）位於澳門特別行政區媽閣山邊，現為政府部門之辦公大樓。2005年被列入聯合國教科文組織世界文化遺產名錄的「澳門歷史城區」歷史建築群之一。

## 大樓的歷史
港務局大樓於1874年建成，初作為在澳門的印度裔警察之營地。1905年，改為船政廳（今天的港務局）和水師巡捕所（相當於今天的海關）的辦公地點，故被俗稱為水師廠。由於港務局大樓位處於媽閣內港入口附近的山坡地，其樓頂設置的颱風信號站讓漁民、船隻與居民得知風球信號。隨港務的發展，今日的港務局大樓已不足以應付港務局的需要。隨著港務局改組為海事及水務局，該局辦公室已於2018年搬往旁邊的海事及水務局大樓，港務局大樓的重要作用逐漸淡出。

## 建築特色
港務局大樓由意大利人卡蘇托（Cassuto）所設計。港務局大樓高兩層，其外牆柱窗是穆斯林式穹頂，配合通花圍柵，為仿阿拉伯樣式廊道建築。

## 交通

### 公共巴士
M174 海事及水務局（D. dos S. de Marítimos e de Água）
路線：18、28B